# Casarsa della Delizia
Casarsa della Delizia (Cjasarse in friulano standard, Cjasarsa in variante locale) è un comune italiano di 8 312 abitanti in provincia di Pordenone nel Friuli-Venezia Giulia.

## Geografia fisica

### Territorio
Il comune di Casarsa della Delizia è attraversato dalla linea delle risorgive. Si trova cioè nel punto di confine tra la bassa e l'alta pianura, in un'area equidistante dall'arco alpino e dal mare Adriatico. Ciò caratterizza fortemente il territorio, in particolare per quanto concerne l'aspetto idrografico. Nel territorio comunale, infatti, nascono diversi corsi d'acqua, alcuni dei quali di una certa importanza. Il fiume più importante che nasce dalle risorgive casarsesi è il Lemene, corso d'acqua che bagna, con la massima portata, il centro storico della cittadina veneziana di Portogruaro. In territorio casarsese la denominazione del medesimo è Roggia Versa, per poi acquistare la denominazione specifica meno di una decina di chilometri più a sud.
Altri fiumi di una certa importanza che trovano le loro sorgenti in territorio comunale sono il Sile (che nasce in località Villa Sile) ed il Reghena, che nasce nella parte sud del comune, in un'area nota come Boscat (italianizzato in Boscatto), al confine con il comune di San Vito al Tagliamento. La parte ovest di Casarsa (località Centata) è attraversata dalla Roggia dei Molini, un corso d'acqua di discreta portata, che alimenta un lago artificiale. Nella parte meridionale del comune, a San Giovanni, tale roggia assume il nome di fiume Lin.
Il fiume più importante, comunque, che scorre presso il territorio comunale, è il Tagliamento, la cui distanza dal centro abitato è di circa 3 chilometri (meno, se consideriamo il borgo di Versuta e la località Comunali, dove raggiunge il suo minimo). Per quanto il comune non sia più bagnato dalle sue acque (lo fu in un passato non remoto, quando il letto del fiume si spostava sino a lambire Versuta, e ne rimane chiara testimonianza nel terreno gravoso), l'importanza del fiume Tagliamento ha fortemente influenzato il territorio, e più specificamente l'aspetto agricolo (vitivinicolo) del medesimo, tanto che Casarsa viene spesso citata come comune rivierasco, pur trattandosi solo di un comune prossimo al corso del fiume (in questo gioca un ruolo anche il fatto che il vicino ponte sul Tagliamento è denominato Ponte della Delizia, il che lo fa associare in modo diretto a Casarsa della Delizia).
Idrografia
- Fiume Tagliamento
- Fiume Lemene (Roggia Versa)
- Fiume Reghena
- Fiume Sile
- Fiume Caomaggiore (Rio Ristacchio)
- Roggia Mussa
- Roggia dei Molini (Fiume Lin)
- Risorgive delle Aguzze
- Risorgive delle Miris'cis

## Origini del nome
Il nome è documentato dal 1182 come «Casam arsam», che letteralmente può essere tradotto con "casa arsa, bruciata". Potrebbe essere un ricordo delle invasioni ungare del X secolo, ma una seconda ipotesi preferisce dargli il significato di "arida" per le caratteristiche del terreno.
L'appellativo "della Delizia" è stato integrato con regio decreto del 18 agosto 1867, n. 3893 (pubblicato in Gazzetta Ufficiale il 23 settembre 1867) al fine di distinguerla da Casarza Ligure. Fu desunto dal nome di una località che sorge a est, nei pressi dell'omonimo ponte sul Tagliamento; questo toponimo ha il significato di "luogo prospero e felice".

## Storia

### Preistoria ed Età Antica
Gli insediamenti umani nel territorio del comune di Casarsa sono documentati fin dall'età del Bronzo Inferiore e del Ferro, testimoniati dalla presenza dei cosiddetti "castellieri", in particolare nella zona di San Giovanni, e grazie al rinvenimento di selci e cocci. Un insediamento umano preistorico più ampio abbracciava un'area compresa tra San Vito, Casarsa e Bannia (area conosciuta come Sédulis).
In età romana, il territorio era attraversato da strade, ed esisteva un insediamento umano stabile nella parte occidentale del comune; a supporto di tale tesi, il ritrovamento di vari reperti archeologici, oggi conservati presso il Civico Museo di San Vito al Tagliamento. Si tratta per lo più di laterizi, materiale musivo, frammenti di anfore e pesi per bilance. La presenza di un insediamento abitativo stanziale è accertata anche in seguito alla caduta dell'Impero, quando Casarsa era un'arimannia longobarda, che presidiava militarmente l'antica via romana, ancora in uso. Proprio a questo periodo parrebbe riconducibile l'episodio (l'incendio ed il saccheggio) che diede il nome al paese. La strada principale era la Via Iulia Augusta che da Mestre si dirigeva ad Udine. A questo attraversamento confluivano anche la Via Postumia, la Via Germanica e la via Concordia Sagitaria-Casarsa della Delizia.

### Dal Medioevo all'Ottocento
Nominata per la prima volta in una bolla di Papa Lucio III nel 1183, Casarsa era allora alle dipendenze dell'Abbazia di Sesto al Reghena, mentre San Giovanni dipendeva direttamente dal Vescovo di Concordia. La Pieve di San Giovanni, a sua volta, aveva la qualifica di "pieve vescovile", ed era Chiesa Matrice di Casarsa (fino al 1440), San Vito (fino al 1258), Prodolone (fino al 1694) e San Lorenzo (fino al 1586).
Parte della Patria del Friuli, dapprima, ha seguito poi le sorti della Repubblica di Venezia. In età napoleonica, dal punto di vista amministrativo, ha fatto parte, per circa un anno (1806-1807), del Dipartimento di Passariano, con capoluogo Udine, per poi passare al Dipartimento del Tagliamento, con capoluogo Treviso, assieme al resto del Distretto di Pordenone (1807-1814), ed è stata infine annessa all'Italia nel 1866.
Nel 1847 il comune di Casarsa ha incorporato parte del soppresso comune di San Giovanni (che comprendeva anche Prodolone, incorporata a San Vito), nonché la località Sile, scorporata da Orcenico Inferiore, assumendo così l'attuale estensione territoriale.
Il maggior sviluppo del territorio casarsese si è avuto a partire dalla seconda metà del XIX secolo, grazie alle nuove opere infrastrutturali (ferrovie e strade), che sono state di impulso alla creazione di nuove attività commerciali ed industriali.

### Novecento e oggi
È oggi un importante centro agricolo (in particolare nel settore vitivinicolo) situato in prossimità della sponda destra del fiume Tagliamento ed un nodo ferroviario di primaria importanza per tutta la provincia di Pordenone (linee per Udine-Trieste, Venezia, Portogruaro, Spilimbergo-Pinzano al Tagliamento-Gemona).
Fino alla fine della guerra fredda fu anche uno dei più noti centri militari italiani, per poi veder ridimensionata di molto la presenza dell'esercito nella zona, a causa delle mutate condizioni geopolitiche dell'area.
La sua importanza come nodo ferroviario e stradale, nel corso dell'ultima guerra, le costò la semidistruzione del centro abitato ad opera degli Alleati.
Importante figura culturale della cittadina è stato indiscutibilmente il poeta Pier Paolo Pasolini, che visse a Casarsa, paese d'origine della madre, dal 1942 al gennaio 1950. Pasolini è sepolto nel cimitero comunale, in una tomba adiacente a quella della madre. A poca distanza riposano le spoglie del padre e dell'unico fratello.

### Onorificenze
Con decreto del presidente della Repubblica del 25 ottobre 2000 le è stato conferito il titolo di Città.

## Monumenti e luoghi d'interesse

### Architetture religiose
- Chiesa di Santa Croce e San Rocco

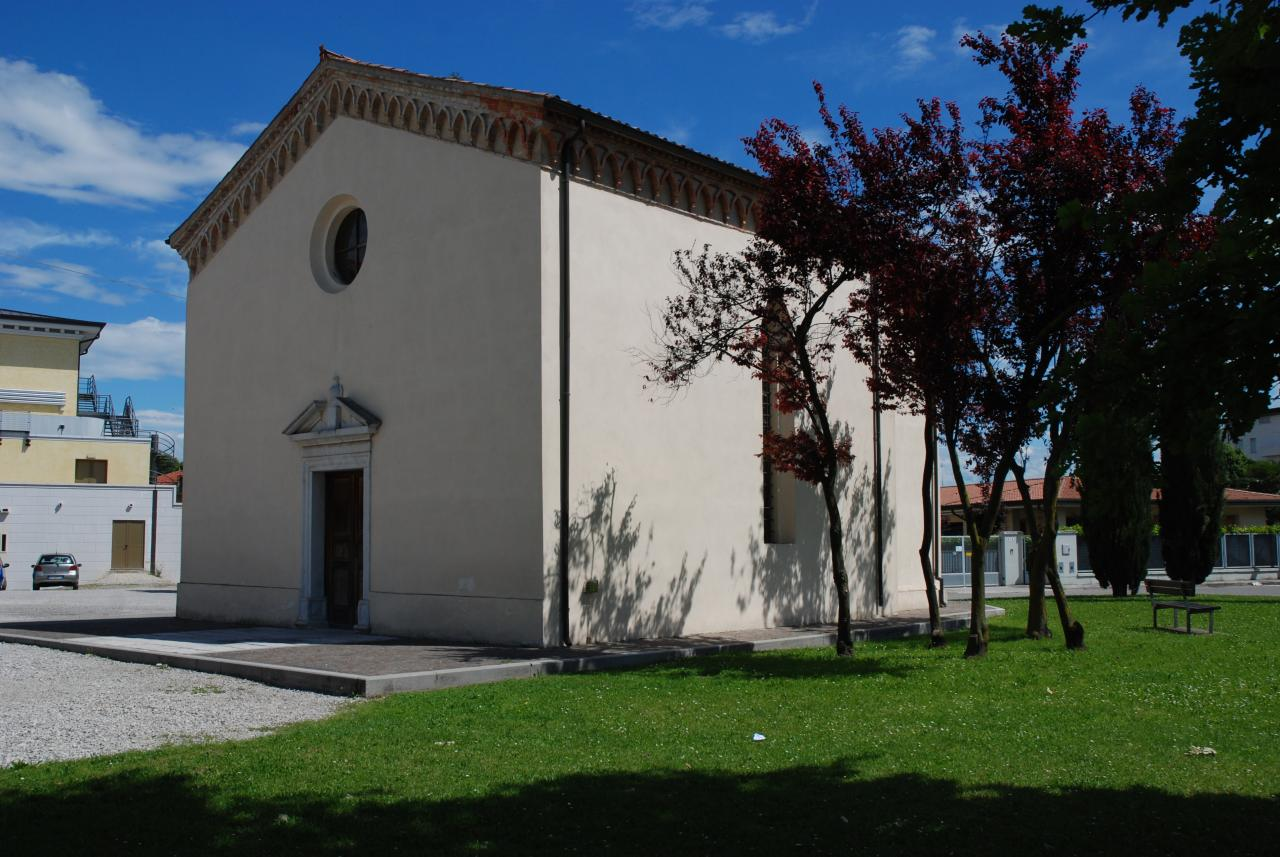
Chiesa di Santa Croce e San Rocco

Costruita nel XV secolo, è la vecchia chiesa parrocchiale. L'attuale aspetto esterno si deve a una riduzione delle dimensioni, avvenuta nell'Ottocento, causa la costruzione della nuova parrocchiale.
La chiesa di Santa Croce e San Rocco ha importanza perché al suo interno contiene, alle pareti, un ciclo di affreschi cinquecenteschi di Pomponio Amalteo o del Pordenone (di attribuzione non certa, causa la vicinanza dei due pittori). Fino al 1944-1945, quando la chiesa subì pesanti bombardamenti, la volta era affrescata, anch'essa ad opera del pittore veneto Pomponio Amalteo.
Nel 1975 fu in questa chiesa che si tennero i funerali di Pier Paolo Pasolini; questa chiesa è legata anche all'opera del poeta, avendolo ispirato per la tragedia I turcs tal Friûl: infatti vi è custodita una lapide del 1529 in memoria dell'invasione turca subita da Casarsa nel 1499, qui trasferita dalla Chiesa della Beata Vergine delle Grazie, oggi non più esistente, che era sita in prossimità della chiesa arcipretale di S. Croce e B.V. del Rosario (ne sono stati ricalcati i segni della pianta sulla pavimentazione di Piazza Cavour, in seguito al rifacimento della stessa).
- Chiesa arcipretale di Santa Croce e Beata Vergine del Rosario

Costruita negli ultimi decenni del XIX secolo, la chiesa arcipretale è nel cuore del paese, poco distante dalla casa materna di Pasolini.
L'edificio si caratterizza specialmente per i due campanili gemelli ai lati della facciata, entrambi dotati di quattro monofore e di due orologi.
All'interno sono conservate numerose opere di artisti friulani del Novecento, fra le quali numerosi affreschi.
- Capitello votivo del Borc di Sora

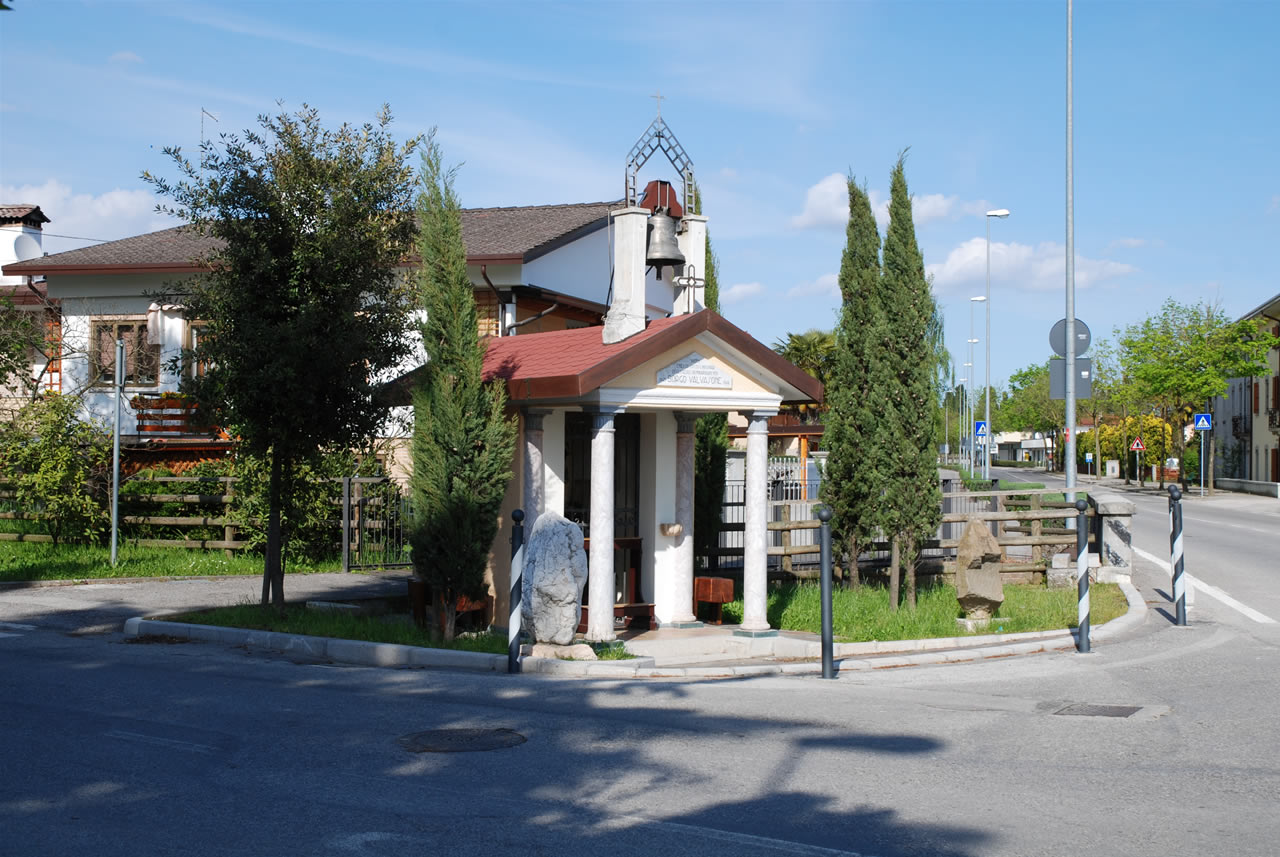
Capitello votivo del Borc di Sora

Struttura votiva popolare situata in via Valvasone, il capitello del Borc di Sora è un edificio caratteristico: è un sacello con frontone sostenuto da quattro colonne, con all'interno un altare. Sul tetto due pilastrini sostengono una campana di dimensioni medio-grandi.

### Architetture civili
- Tomba di Pier Paolo Pasolini

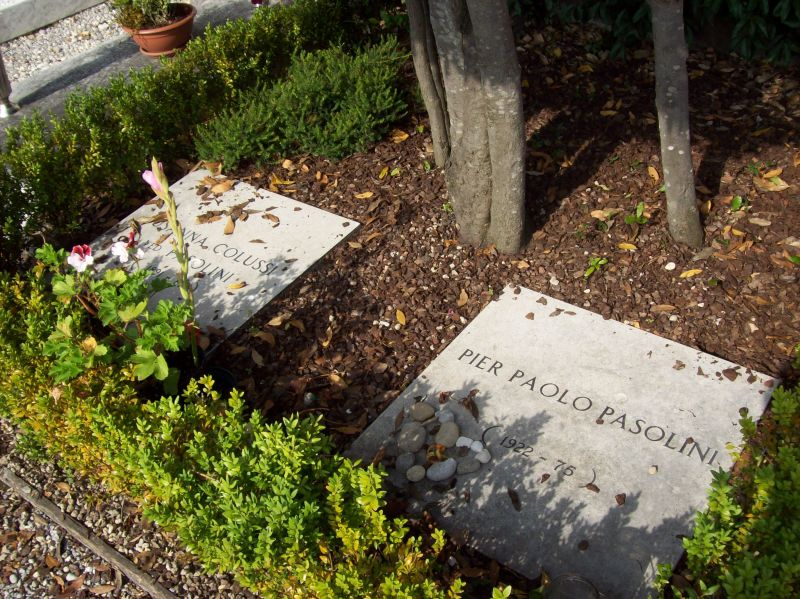
La tomba di Pier Paolo Pasolini, nel cimitero di Casarsa

Progettata dall'architetto friulano Gino Valle, la tomba di Pier Paolo Pasolini è nel cimitero di Casarsa, a sinistra dell'ingresso. Si tratta di un sepolcro semplice, costituito da una lapide grigia posta sul terreno, con inciso solamente PIER PAOLO PASOLINI / (1922-75). Tale lapide è posta a fianco di una lapide gemella, quella del sepolcro materno, entrambe incorniciate da un'aiuola: a ricordare il profondo legame che tenne uniti per tutta la vita Pier Paolo e la madre Susanna Colussi in Pasolini.
Malgrado la modestia e la mancanza di decori, Gino Valle segnala con due elementi la presenza del poeta: una sottile striscia di marmo che parte dalla tomba pasoliniana è rialzata tra la ghiaia del cimitero, facendo rallentare e porre l'attenzione sulla tomba all'ignaro passante. Inoltre un alloro, simbolo antico del poeta, cresce all'interno dell'aiuola, ombreggiando la lapide. Anche la tomba di Guido Pasolini, fratello di Pier Paolo, partigiano ucciso da altri partigiani, è nel cimitero di Casarsa, a destra dell'ingresso, assieme a quella degli altri caduti locali per la Liberazione.
- Casa materna di Pasolini

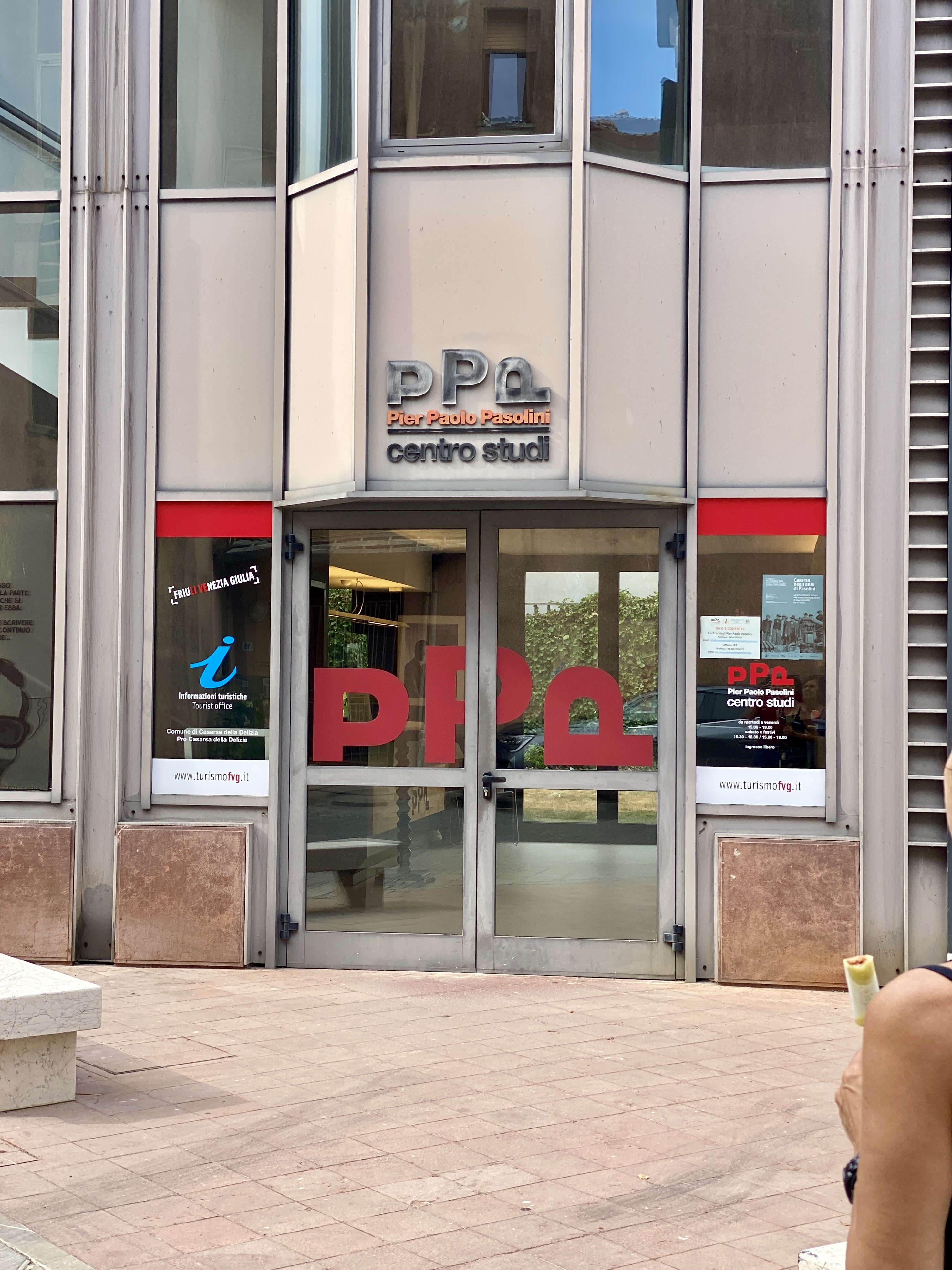
Casa materna di Pier Paolo Pasolini, oggi divenuta sede del "Centro Studi Pier Paolo Pasolini".

Edificio addossato a via Guido Pasolini, verso la piazza Centrale di Casarsa, la casa della famiglia di Susanna Colussi, dove il poeta passò momenti fondamentali dell'infanzia, è oggi sede del Centro Studi Pier Paolo Pasolini: qui sono custoditi numerosi suoi documenti e dipinti degli anni friulani. Il Centro Studi possiede una biblioteca specializzata e offre in vendita alcune pubblicazioni pasoliniane non sempre facili da reperire nonché il catalogo delle mostre tenute nei locali del centro espositivo. Gli addetti offrono indicazioni sulle iniziative culturali del territorio e distribuiscono una mappa con l'itinerario di Pasolini a Casarsa (sono anche disponibi biciclette in comodato gratuito). Opere di e su Pasolini, come pure un'ampia raccolta di monografie e tesi di laurea dedicate al poeta sono custodite anche presso la Biblioteca Civica di Casarsa.
- Ex Palazzo Municipale

Esempio di architettura moderna, progettato dall'architetto Gino Valle, l'ex Municipio fu costruito tra il 1966 ed il 1974. È stato sede municipale fino al 2015, quando la sede è stata trasferita in Palazzo Burovich de Zmajevich. Oggi la struttura è adibita a poliambulatorio per medici di famiglia e cosa importante, la sala ex consigliare in sala espositiva.

## Società

### Evoluzione demografica
Abitanti censiti

### Etnie e minoranze straniere
Al 1° gennaio 2024 gli stranieri residenti nel comune sono 1021, ovvero l'12,4% della popolazione. Di seguito sono riportati i gruppi più consistenti:
1. Romania, 179
2. Ghana, 142
3. Albania, 110
4. India, 70
5. Burkina Faso, 56
6. Bangladesh, 45
7. Nigeria, 38
8. Moldavia, 35
9. Pakistan, 32
10. Marocco, 31

### Lingue e dialetti
A Casarsa della Delizia, accanto alla lingua italiana, la popolazione utilizza la lingua friulana. Ai sensi della Deliberazione n. 2680 del 3 agosto 2001 della Giunta della Regione Autonoma Friuli-Venezia Giulia, il Comune è inserito nell'ambito territoriale di tutela della lingua friulana ai fini della applicazione della legge 482/99, della legge regionale 15/96 e della legge regionale 29/2007.
La lingua friulana che si parla a Casarsa della Delizia rientra fra le varianti appartenenti al Friulano occidentale (o concordiense). È in uso a Casarsa e, con poche varianti, in tutto il circondario, da San Vito al Tagliamento fino a San Martino al Tagliamento, e da Zoppola fino al fiume Tagliamento.
La parlata tradizionale (quella delle opere di Pasolini) si è tuttavia in parte perduta, per lasciar posto ad un dialetto fortemente influenzato dalla lingua italiana e dal veneto. A San Vito, in particolare, l'influenza del veneto è molto evidente, così come nella stessa Casarsa, in misura minore. Resiste invece maggiormente nei piccoli centri agricoli a nord di Casarsa, dove le influenze esterne sono state minori. Caratteristica peculiare del casarsese, e di tutto il friulano occidentale, è l'uscita in –a, rispetto all'uscita in –e (es. aga in luogo di aghe, cjasa in luogo di cjase) diffusa nella sinistra Tagliamento.
- Testo in dialetto casarsese:

Ciant da li ciampanis

Co la sera a si pièrt ta li fontanis

il me país al è colòur smarít.

Jo i soi lontàn, recuardi li so ranis,

la luna, il trist tintinulà dai gris.

A bat Rosari, pai pras al si scunís:

jo i soj muàrt al ciant da li ciampanis.

Forèst, al me dols svualà par il plan,

no ciapà pòura: jo i soj un spirt di amòur

che al so país al torna di lontàn.

(Pier Paolo Pasolini, Poesie a Casarsa).
Interessante per comprendere il panorama linguistico del territorio casarsese fu una ricerca della linguista Birgit Bacher, volta a studiare la parlata locale per la sua caratteristica di transizione.
Nel 1986 la sua indagine evidenziò come, a Casarsa, la prima lingua imparata in età infantile fosse l'italiano per il 30 % degli intervistati, il friulano per il 29 % (dunque, una sostanziale parità), il 26 % avesse imparato contemporaneamente italiano e friulano, e il 13 % prima il veneto.

### Religione
Il comune appartiene alla diocesi di Concordia-Pordenone, suffraganea del patriarcato di Venezia, e comprende due parrocchie (Santa Croce-Beata Vergine del Rosario e San Giovanni Battista).

## Cultura

### Musei
- Centro studi Pier Paolo Pasolini[17]

### Teatri
- Teatro civico "Pier Paolo Pasolini"

### Eventi
- Sagra del Vino - Festa di Primavera: Casarsa Centro, 24 aprile - 2 maggio. Manifestazione enogastronomica e culturale, principale evento del paese nonché tra i più importanti della Regione per numero di presenze (circa duecentomila persone[18][19] ad edizione).
- Festa di Sant'Antonio: Versutta, 13 gennaio
- Sagra di San Rocco: Casarsa centro, 15-17 agosto
- Festa di San Giovanni: San Giovanni, 20-24 giugno
- Foghère (Falò Epifanici): simultaneamente in vari borghi del comune, notte tra il 5 ed il 6 gennaio

### Riferimenti artistico-letterari
- Riferimenti a Casarsa e alle sue frazioni sono presenti in numerosissima parte della prima produzione letteraria di Pier Paolo Pasolini
- Un riferimento a Casarsa è presente nel libro "Gomorra" di Roberto Saviano
- La canzone "Il soldato di Napoleone", cantata da Sergio Endrigo, presenta un riferimento a Casarsa nella prima strofa
- Nel film "Tutta colpa del Paradiso" di Francesco Nuti, il protagonista Romeo Casamonica (Francesco Nuti) dichiara alla direttrice (Laura Betti) di aver prestato servizio militare a Casarsa della Delizia
- Un riferimento a Casarsa è presente nel libro "Ragazzi Terribili" di Adriana Asti, Glauco Mauri, Paolo Poli, Paolo Villaggio, Giorgio Albertazzi (precisamente in un paragrafo di Giorgio Albertazzi)

## Geografia antropica
È il quinto comune più densamente popolato della provincia di Pordenone.

### Frazioni
San Giovanni è la frazione principale del comune, Sile (o Villa Sile) e San Floreano sono invece piccoli borghi (quest'ultimo ormai completamente assorbito da San Giovanni). Versutta, ormai inglobata in San Giovanni (Versuta nella parlata locale) rileva per la presenza di Pasolini.

### Altre località
Le seguenti località non sono comprese nella toponomastica ufficiale del comune, ma hanno rilevanza di carattere storico-geografico o paesaggistico:
- Località Centata, nella parte ovest del capoluogo;
- Località Turridetta, a nordest del capoluogo;
- Località Boscat, ad ovest di San Giovanni;
- Comunali di Sopra, a sud di Casarsa, al confine con San Vito al Tagliamento;
- Polisuta, a sudovest di Casarsa e nordovest di San Giovanni;
- Brusa-fras'cis, a nord di Casarsa, presso il confine con Valvasone;
- Miris'cis, a nordovest del capoluogo

## Economia
Le maggiori realtà economiche della cittadina sono di natura cooperativa: la Cooperativa di Consumo di Casarsa (fondata nel 1919) e la Cantina Sociale La Delizia (fondata nel 1931 - la più grande del Friuli - Venezia Giulia), entrambe ben consolidate nel tessuto economico cittadino, provinciale e regionale, simboli del connubio tra agricoltura, industria e commercio, che ha interessato Casarsa nel corso del XX secolo.
La cittadina è anche ricca di insediamenti artigianali e piccolo-medio industriali, in continuità e sinergia con l'ampio tessuto economico del Nordest italiano.
L'agricoltura è comunque il settore più rappresentativo: Casarsa è uno dei maggiori centri agricoli nel settore vitivinicolo di tutto il Friuli. La tradizione enologica è talmente consolidata nel tempo, che una delle principali forme di allevamento della vite, internazionalmente riconosciuta ed adottata dai produttori anche di altre parti di Italia e del mondo, si chiama proprio "Casarsa", in onore della cittadina (dove pare sia stata inventata).

### La presenza militare

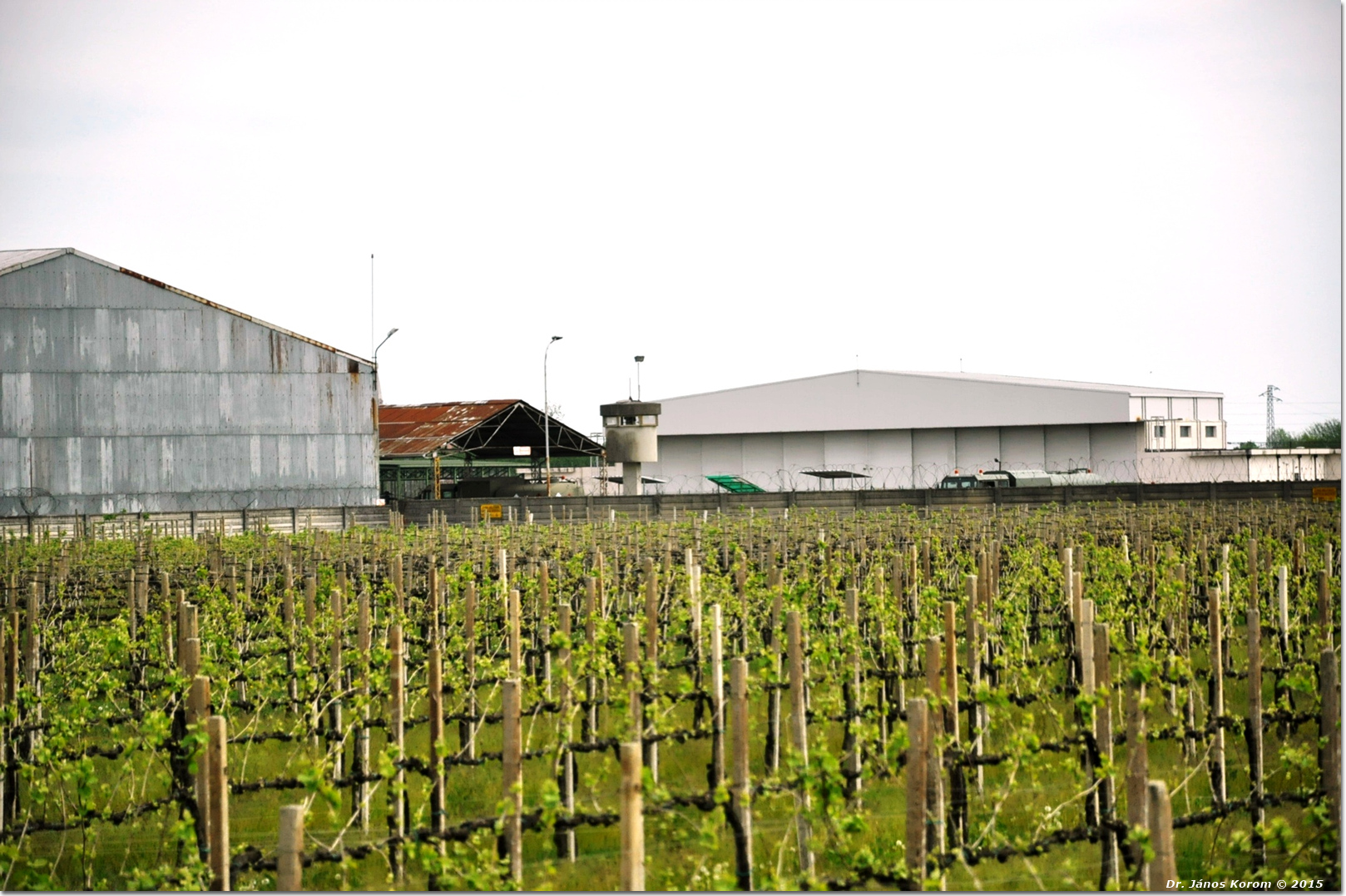
Vista su una delle strutture militari della cittadina.

Non si può certo negare che l'economia di Casarsa si sia basata per molti anni sulla forte presenza militare insediata nel territorio (fino agli anni ottanta è stata la sede della più grande caserma d'Italia dopo la Cecchignola di Roma). Tale presenza ha infatti favorito il fiorire di attività commerciali, trasformando in pochi anni la cittadina da centro "essenzialmente agricolo" ad "agricolo a forte vocazione commerciale" (specie nel settore della ricettività e della ristorazione).
Trovavano sede a Casarsa:
- 19º Gruppo Squadroni Esplorante Cavalleggeri Guide
- 132º Gruppo Artiglieria Pesante Campale Semovente Rovereto
- 108º Gruppo Artiglieria Pesante Campale Semovente Cosseria
- 33º Gruppo Artiglieria Pesante Campale Terni
- Gruppo Specialisti Artiglieria "ARIETE"
- 7º Gruppo Specialisti Artiglieria Casarsa
- 41º Gruppo Specialisti Artiglieria Cordenons
- 232º Battaglione Trasmissioni Fadalto
- 1º Battaglione Genio Pionieri d'Arresto
- Battaglione Logistico di Manovra Ariete
- 50º Gruppo Logistico di Manovra Carnia
- 14º Gruppo Artiglieria Contraerea Astore
- 5º Reggimento Elicotteristi Aves Rigel

Dopo la fine della guerra fredda la presenza militare è stata fortemente ridimensionata, ed oggi la Caserma Trieste di Casarsa è formalmente ridotta a poco più di un presidio. Restano oggi il comando dell'11º Reggimento Bersaglieri (trasferito recentemente dalla Caserma di Orcenico di Zoppola, distante meno di un centinaio di metri) ed il 5º Reggimento Aviazione dell'Esercito "Rigel", presso l'Aeroporto "Francesco Baracca" di Casarsa della Delizia.

Il "polo militare" di Casarsa comprendeva, di fatto, la Caserma "Trieste" di Casarsa, l'Aeroporto "Baracca", la Caserma "Giovanni Leccis" di Orcenico Superiore, e precedentemente la Caserma "Delle Alpi" e le Polveriere, queste ultime due strutture site nella parte settentrionale della cittadina.

## Infrastrutture e trasporti

### Ferrovie
Casarsa è un importante nodo ferroviario, posto sulla linea direttrice Venezia - Udine, ed è capolinea della linea per Portogruaro; in passato vi era anche una linea per Gemona, ora in disuso.
Ha due stazioni ferroviarie: Casarsa (la stazione principale) e San Giovanni di Casarsa (posta sulla linea per Portogruaro). Per un breve periodo, a partire dall'occupazione austriaca del 1917 - 1918, ebbe anche un'altra stazione, chiamata Casarsa Nord, sulla linea per Gemona del Friuli, smantellata completamente pochi anni dopo.

### Strade
La cittadina è anche in posizione stradale privilegiata, essendo attraversata dalla SS13 "Pontebbana" e dalla SP1 "Val d'Arzino", che collega la pedemontana pordenonese con la pianura e con il Veneto orientale, nonché dalla SS463 "del Tagliamento" , ed è il punto di inizio della SP46.
L'autostrada più vicina è la A28, il cui raccordo dista 8 km dal centro. L'autostrada A4 dista, nel punto più vicino (casello di Portogruaro) 22 km.

### Aeroporti
Nella cittadina è presente un piccolo aeroporto militare sede del 5º Reggimento AVES "Rigel" dell'Aviazione dell'Esercito.

## Amministrazione

### Sindaci dal 1990
| Periodo | Periodo   | Primo cittadino      | Partito             | Carica  | Note                                                                |
| ------- | --------- | -------------------- | ------------------- | ------- | ------------------------------------------------------------------- |
| 1990    | 1995      | Angioletto Tubaro    | Centro destra       | Sindaco |                                                                     |
| 1995    | 1997      | Franco Vittorio Rosa | Centro sinistra     | Sindaco | Il 21 ottobre 1997 il sindaco si è dimesso dalla carica di sindaco. |
| 1998    | 2002      | Claudio Colussi      | Centro destra       | Sindaco |                                                                     |
| 2002    | 2007      | Claudio Colussi      | Centro destra       | Sindaco |                                                                     |
| 2007    | 2012      | Angioletto Tubaro    | Centro destra       | Sindaco |                                                                     |
| 2012    | 2017      | Lavinia Clarotto     | Partito Democratico | Sindaco |                                                                     |
| 2017    | 2022      | Lavinia Clarotto     | Partito Democratico | Sindaco |                                                                     |
| 2022    | in carica | Claudio Colussi      | Centro destra       | Sindaco |                                                                     |

## Galleria d'immagini

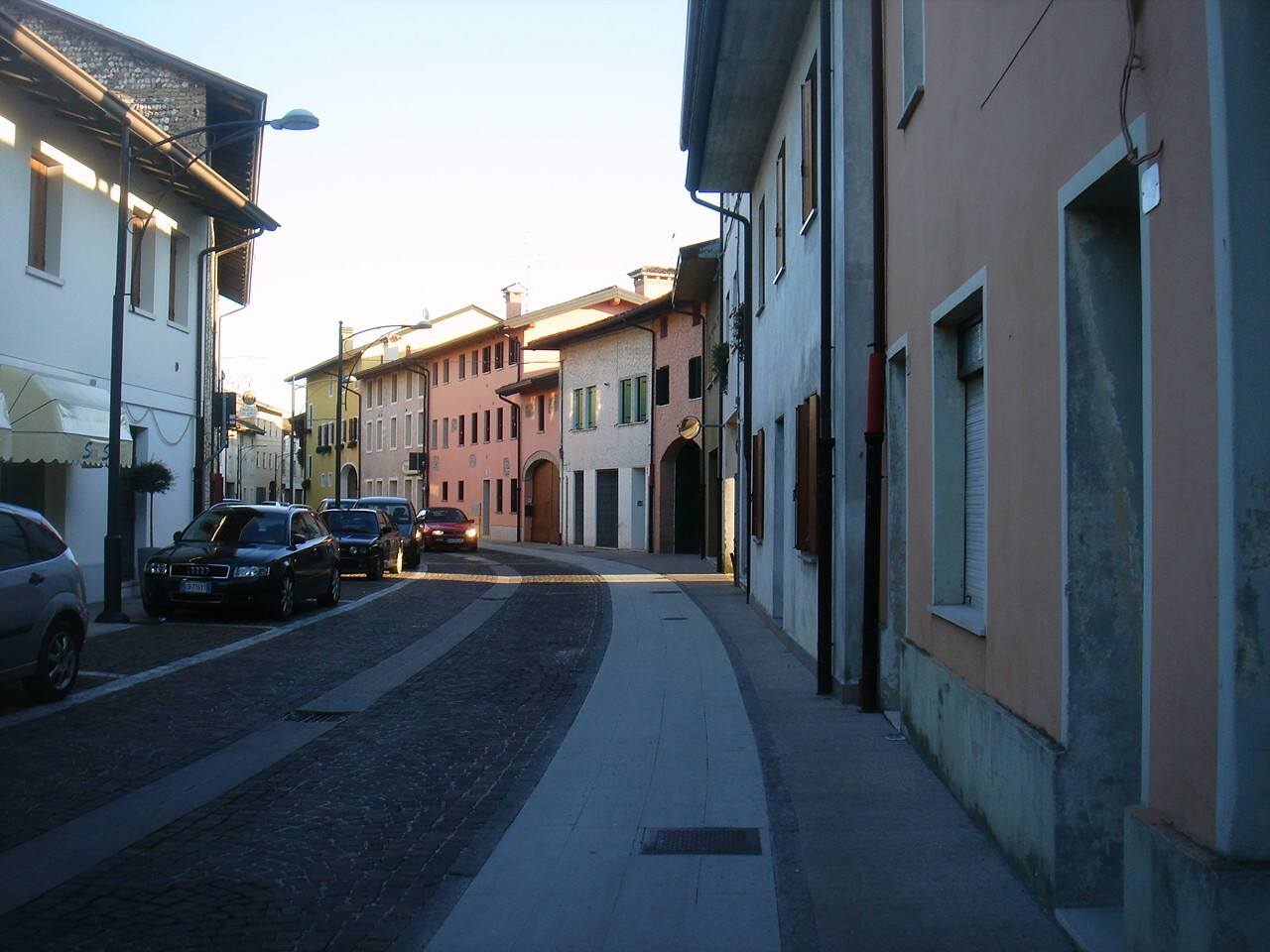
Via del centro storico di Casarsa
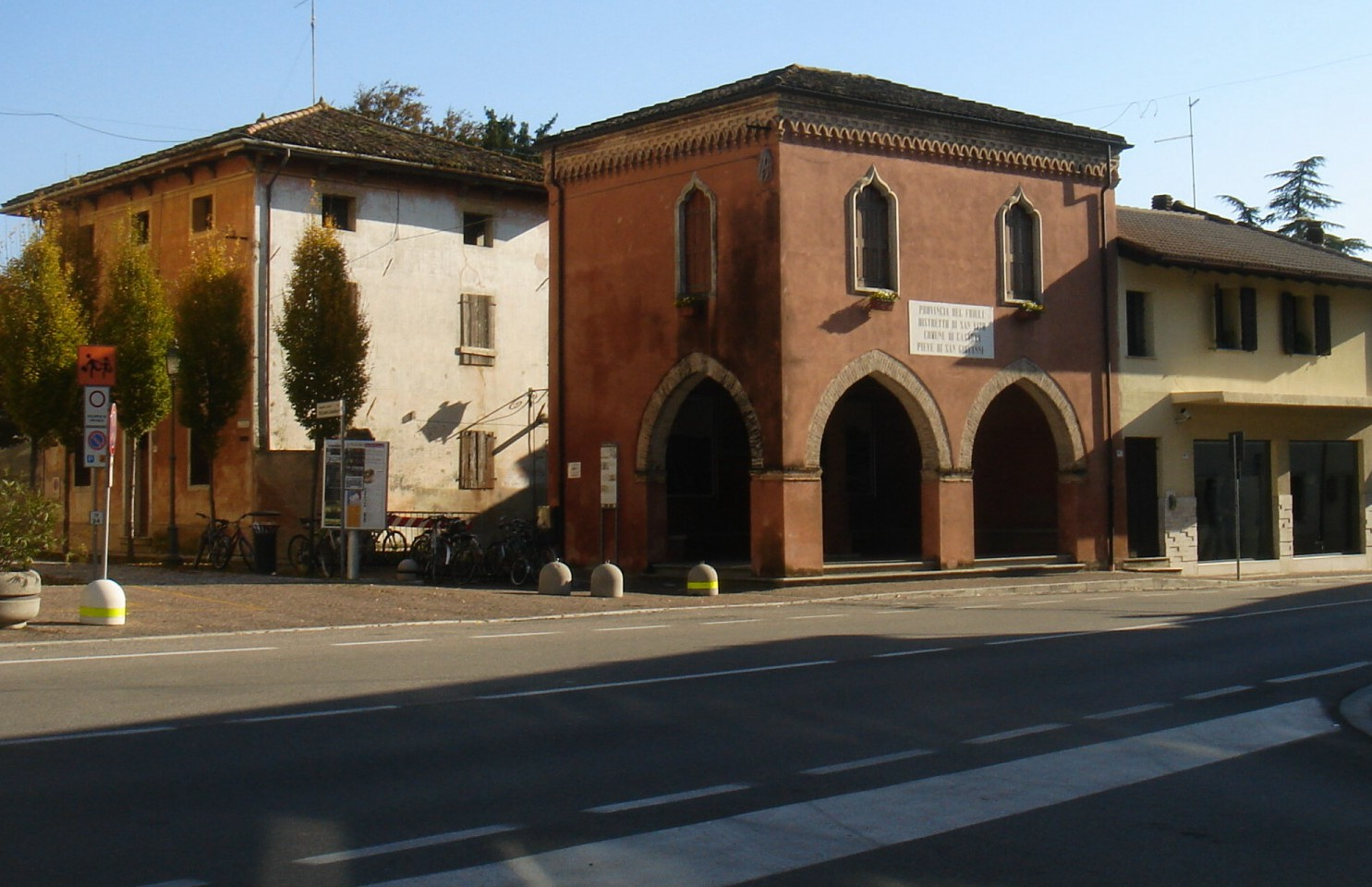
Loggia di San Giovanni
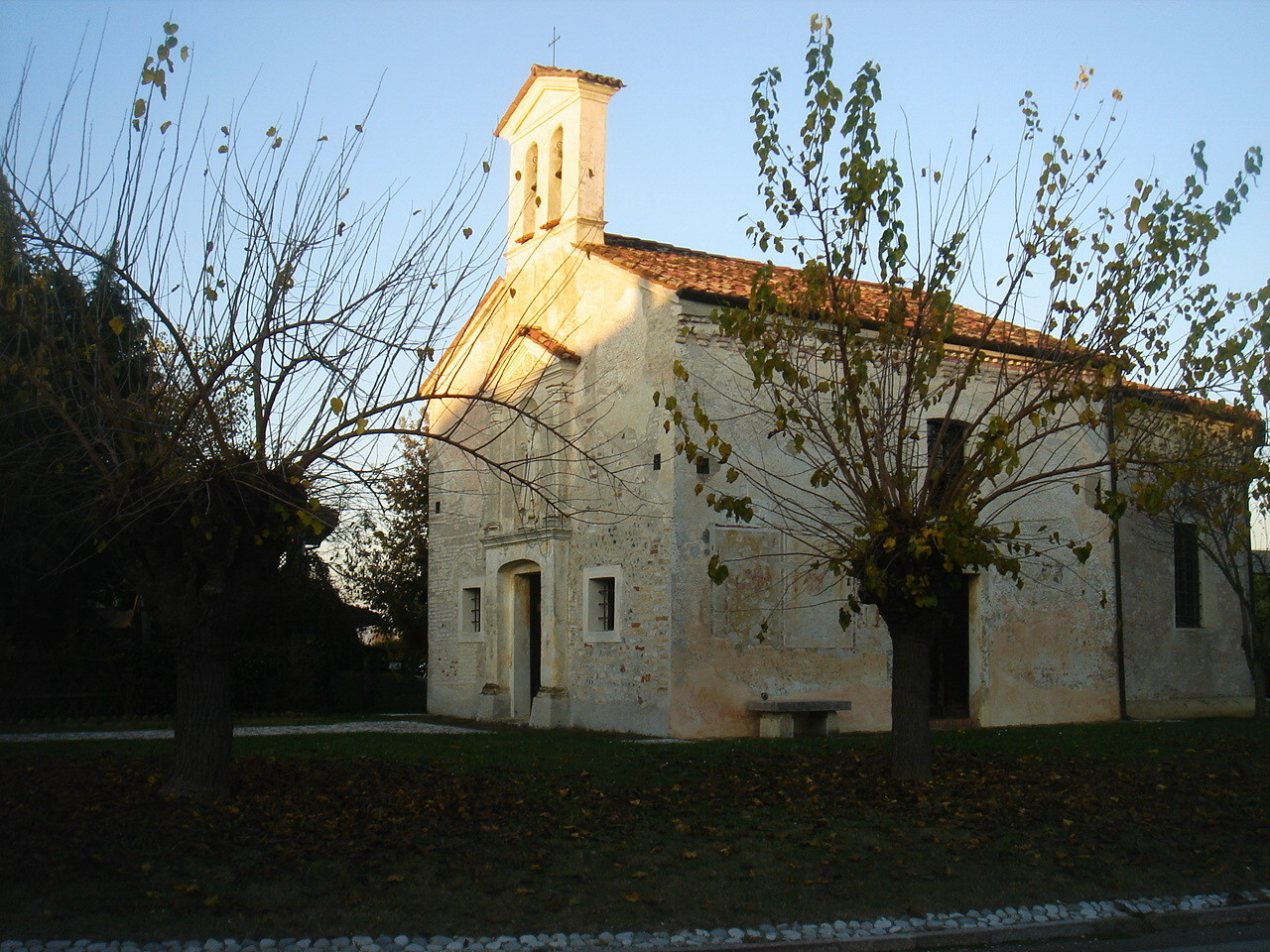
Sant'Antonio Abate in Versuta
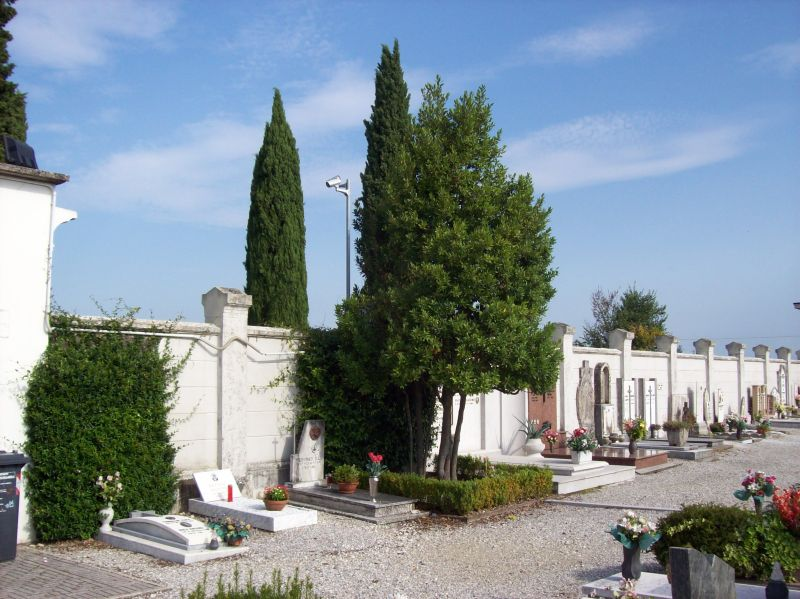
La tomba di Pier Paolo Pasolini, nel cimitero di Casarsa
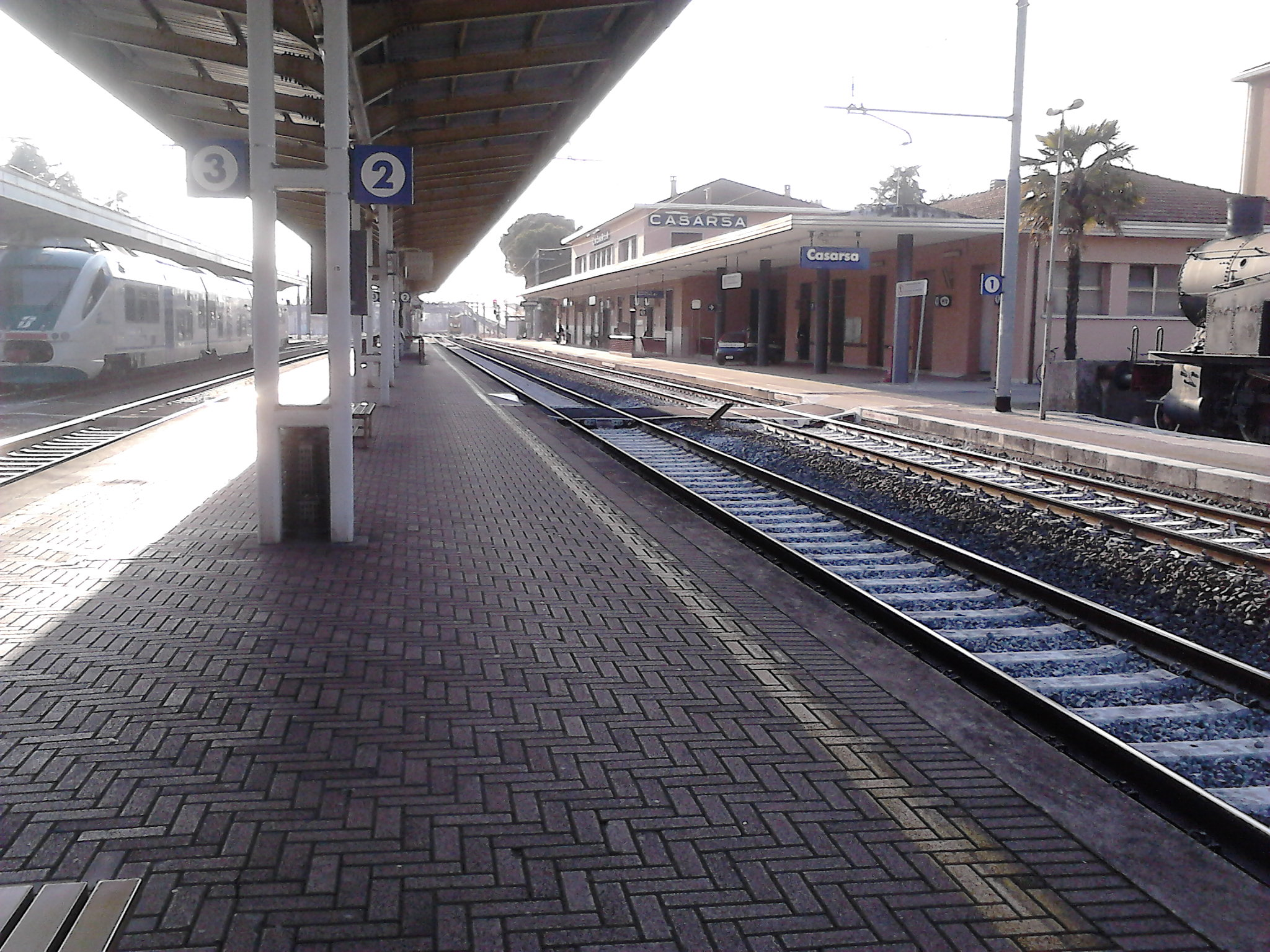
La stazione ferroviaria di Casarsa